# Suisse aux Jeux paralympiques d'été de 2024
La Suisse participe aux Jeux paralympiques d'été de 2024 à Paris. C'est sa dix-septième participation aux jeux depuis 1960.
Marcel Hug et Elena Kratter sont les porte-drapeaux lors de la cérémonie d'ouverture.

## Délégation
La délégation suisse est composée de 27 athlètes. C'est la plus grande délégation depuis les Jeux paralympiques de 2008.
Le tableau suivant montre le nombre d'athlètes suisses sélectionnés dans chaque discipline :
| Sport      | Femmes | Hommes | Total |
| ---------- | ------ | ------ | ----- |
| Athlétisme | 7      | 3      | 10    |
| Aviron     | 1      | 0      | 1     |
| Badminton  | 2      | 1      | 3     |
| Cyclisme   | 4      | 3      | 7     |
| Équitation | 1      | 0      | 1     |
| Judo       | 1      | 0      | 1     |
| Natation   | 1      | 1      | 2     |
| Tennis     | 1      | 0      | 1     |
| Tir        | 1      | 0      | 1     |
| Total      | 8      | 19     | 27    |

## Médaillés
Swiss Paralympic fixe un objectif de 14 médailles pour la Suisse.
| Sport                   | Discipline                                       | Sportifs               | Performance                          | Date               |
| Médailles d’or : 8      |                                                  |                        |                                      |                    |
| Athlétisme              | 5000m Femmes - T54                               | Catherine Debrunner    | 10 min 43 s 62                       | 31 août 2024       |
| Athlétisme              | 800m Femmes - T53                                | Catherine Debrunner    | 1 min 41 s 04                        | 1er septembre 2024 |
| Natation                | 100 m brasse SB5 - hommes                        | Leo McCrea             | 1 min 27 s 15                        | 1er septembre 2024 |
| Athlétisme              | 800m Femmes - T54                                | Manuela Schaer         | 1 min 42 s 36                        | 1er septembre 2024 |
| Athlétisme              | 1500m Femmes - T54                               | Catherine Debrunner    | 3 min 13 s 10                        | 3 septembre 2024   |
| Athlétisme              | 400m Femmes - T53                                | Catherine Debrunner    | 51 s 60                              | 5 septembre 2024   |
| Athlétisme              | Marathon Hommes - T54                            | Marcel Hug             | 1 h 27 min 39 s                      | 8 septembre 2024   |
| Athlétisme              | Marathon Femmes - T54                            | Catherine Debrunner    | 1 h 41 min 50 s                      | 8 septembre 2024   |
| Médailles d’argent : 8  |                                                  |                        |                                      |                    |
| Athlétisme              | 5000m Hommes - T54                               | Marcel Hug             | 10 min 55 s 78                       | 31 août 2024       |
| Athlétisme              | 1500m Hommes - T54                               | Marcel Hug             | 2 min 52 s 59                        | 3 septembre 2024   |
| Cyclisme (Route)        | Contre-la-montre individuel femmes T1-2          | Celine van Till        | 27 min 58 s 13                       | 4 septembre 2024   |
| Athlétisme              | 100m Femmes - T53                                | Catherine Debrunner    | 15 s 57                              | 4 septembre 2024   |
| Athlétisme              | 400m Femmes - T54                                | Manuela Schaer         | 1 h 0 min 16 s                       | 5 septembre 2024   |
| Natation                | 400 m nage libre S6 - femmes                     | Nora Meister           | 5 min 16 s 53                        | 6 septembre 2024   |
| Cyclisme (Route)        | Course sur route C1-3 - femmes                   | Flurina Rigling        | 1 h 38 min 48 s                      | 7 septembre 2024   |
| Cyclisme (Route)        | Course sur route T1-2 - femmes                   | Celine van Till        | 10 min 1 s 16                        | 7 septembre 2024   |
| Médailles de bronze : 5 |                                                  |                        |                                      |                    |
| Cyclisme (Piste)        | Poursuite Individuelle - 3000m - femmes - C1 - 3 | Flurina Rigling        | 3 min 48 s 512                       | 29 août 2024       |
| Badminton               | Simple WH2 - femmes                              | Ilaria Renggli         | bat Yuma Yamazaki 2-0 (21-13, 21-14) | 2 septembre 2024   |
| Cyclisme (Route)        | Contre-la-montre individuel femmes C4            | Franziska Matile-Dörig | 21 min 44 s 33                       | 4 septembre 2024   |
| Athlétisme              | Saut en Longueur Femmes - T63                    | Elena Kratter          | 4,83                                 | 5 septembre 2024   |
| Athlétisme              | 800m Hommes - T54                                | Marcel Hug             | 1 min 30 s 98                        | 5 septembre 2024   |

## Bilan général
| Sport      | Médaille d'or, Jeux paralympiques | Médaille d'argent, Jeux paralympiques | Médaille de bronze, Jeux paralympiques | Total | Rang pays |
| ---------- | --------------------------------- | ------------------------------------- | -------------------------------------- | ----- | --------- |
| Athlétisme | 7                                 | 4                                     | 2                                      | 13    | 6e        |
| Badminton  | 0                                 | 0                                     | 1                                      | 1     | 12e       |
| Cyclisme   | 0                                 | 3                                     | 2                                      | 5     | 15e       |
| Équitation | 0                                 | 0                                     | 0                                      | 0     | e         |
| Natation   | 1                                 | 1                                     | 0                                      | 2     | 21e       |
| Tennis     | 0                                 | 0                                     | 0                                      | 0     | e         |
| Tir        | 0                                 | 0                                     | 0                                      | 0     | e         |
| Total      | 8                                 | 8                                     | 5                                      | 21    | 15e       |

| Jour          | Médaille d'or, Jeux paralympiques | Médaille d'argent, Jeux paralympiques | Médaille de bronze, Jeux paralympiques | Total |
| ------------- | --------------------------------- | ------------------------------------- | -------------------------------------- | ----- |
| 29 août       | 0                                 | 0                                     | 1                                      | 1     |
| 30 août       | 0                                 | 0                                     | 0                                      | 0     |
| 31 août       | 1                                 | 1                                     | 0                                      | 2     |
| 1er septembre | 3                                 | 0                                     | 0                                      | 3     |
| 2 septembre   | 0                                 | 0                                     | 1                                      | 1     |
| 3 septembre   | 1                                 | 1                                     | 0                                      | 2     |
| 4 septembre   | 0                                 | 2                                     | 1                                      | 3     |
| 5 septembre   | 1                                 | 1                                     | 2                                      | 4     |
| 6 septembre   | 0                                 | 1                                     | 0                                      | 1     |
| 7 septembre   | 0                                 | 2                                     | 0                                      | 2     |
| 8 septembre   | 2                                 | 0                                     | 0                                      | 2     |
| Total         | 8                                 | 8                                     | 5                                      | 21    |

| Sexe   | Médaille d'or, Jeux paralympiques | Médaille d'argent, Jeux paralympiques | Médaille de bronze, Jeux paralympiques | Total |
| ------ | --------------------------------- | ------------------------------------- | -------------------------------------- | ----- |
| Hommes | 2                                 | 2                                     | 1                                      | 5     |
| Femmes | 6                                 | 6                                     | 4                                      | 16    |
| Mixte  | 0                                 | 0                                     | 0                                      | 0     |
| Total  | 8                                 | 8                                     | 5                                      | 21    |

## Résultats

### Aviron
| Athlètes            | Compétition | Série | Série | Repêchage | Repêchage | Finale | Finale |
| Athlètes            | Compétition | Temps | Rang  | Temps     | Rang      | Temps  | Rang   |
| ------------------- | ----------- | ----- | ----- | --------- | --------- | ------ | ------ |
| Claire Ghiringhelli | Skiff PR1   |       | e     |           | e         |        | e      |

### Badminton
| Athlète      | Compétition | Phase de Poules     | Phase de Poules     | Phase de Poules     | Phase de Poules | Quart de finale     | Demi-finale         | Finale Match pour la 3e place | Finale Match pour la 3e place |
| Athlète      | Compétition | Adversaire Résultat | Adversaire Résultat | Adversaire Résultat | Rang            | Adversaire Résultat | Adversaire Résultat | Adversaire Résultat           | Rang                          |
| ------------ | ----------- | ------------------- | ------------------- | ------------------- | --------------- | ------------------- | ------------------- | ----------------------------- | ----------------------------- |
| Luca Olgiati | Simple WH2  | [[]]                | [[]]                | [[]]                | e               | [[]]                | [[]]                | [[]]                          | e                             |

| Athlète        | Compétition | Phase de Poules                       | Phase de Poules                                      | Phase de Poules                             | Phase de Poules | Quart de finale                    | Demi-finale                              | Finale Match pour la 3e place        | Finale Match pour la 3e place       |
| Athlète        | Compétition | Adversaire Résultat                   | Adversaire Résultat                                  | Adversaire Résultat                         | Rang            | Adversaire Résultat                | Adversaire Résultat                      | Adversaire Résultat                  | Rang                                |
| -------------- | ----------- | ------------------------------------- | ---------------------------------------------------- | ------------------------------------------- | --------------- | ---------------------------------- | ---------------------------------------- | ------------------------------------ | ----------------------------------- |
| Cynthia Mathez | Simple WH1  | bat Nina Gorodetzky 2-0 (21-7, 21-13) | battue par Meng Lu Yin 0-2 (9-21, 13-21)             | battue par Sarina Satomi 0-2 (11-21, 11-21) | 7e              | Éliminée                           | Éliminée                                 | Éliminée                             | Éliminée                            |
| Ilaria Renggli | Simple WH2  | bat I-Chen Yang 2-0 (21-9, 21-18)     | bat Pilar Jauregui Cancino 2-1 (26-24, 19-21, 21-13) | battue par Hongyan Li 0-2 (17-21, 13-21)    | e               | bat Gyeoul Jung 2-0 (21-17, 21-17) | battue par Hongyan Li 0-2 (17-21, 12-21) | bat Yuma Yamazaki 2-0 (21-13, 21-14) | Médaille de bronze, Jeux olympiques |

### Cyclisme

#### Cyclisme sur route
| Athlète                | Épreuve                                 | Qualification | Qualification | Finale          | Finale                              |
| Athlète                | Épreuve                                 | Temps         | Rang          | Temps           | Rang                                |
| ---------------------- | --------------------------------------- | ------------- | ------------- | --------------- | ----------------------------------- |
| Celine van Till        | Contre-la-montre individuel femmes T1-2 |               |               | 27 min 58 s 13  | Médaille d'argent, Jeux olympiques  |
| Celine van Till        | Course sur route T1-2                   |               |               | 1 h 0 min 16 s  | Médaille d'argent, Jeux olympiques  |
| Flurina Rigling        | Course sur route C1-3                   |               |               | 1 h 38 min 48 s | Médaille d'argent, Jeux olympiques  |
| Franziska Matile-Dörig | Contre-la-montre individuel femmes C4   |               |               | 21 min 44 s 33  | Médaille de bronze, Jeux olympiques |

#### Cyclisme sur piste
| Athlète         | Épreuve                                          | Qualification  | Qualification | Finale         | Finale                              |
| Athlète         | Épreuve                                          | Temps          | Rang          | Temps          | Rang                                |
| --------------- | ------------------------------------------------ | -------------- | ------------- | -------------- | ----------------------------------- |
| Flurina Rigling | Poursuite Individuelle - 3000m - femmes - C1 - 3 | 3 min 50 s 347 | 4e            | 3 min 48 s 512 | Médaille de bronze, Jeux olympiques |

### Équitation
| Athlète       | Cheval        | Catégorie | Grand Prix individuel | Grand Prix individuel | Grand Prix libre | Grand Prix libre |
| Athlète       | Cheval        | Catégorie | Score                 | Rang                  | Score            | Rang             |
| ------------- | ------------- | --------- | --------------------- | --------------------- | ---------------- | ---------------- |
| Nicole Geiger | Donar Weltino | Grade III |                       | e                     |                  | e                |

### Judo
| Athlète        | Compétition       | 1er tour            | Quart de finale     | Demi-finale         | Repêchage 1         | Repêchage 2         | Finale              | Rang |
| Athlète        | Compétition       | Adversaire Résultat | Adversaire Résultat | Adversaire Résultat | Adversaire Résultat | Adversaire Résultat | Adversaire Résultat | Rang |
| -------------- | ----------------- | ------------------- | ------------------- | ------------------- | ------------------- | ------------------- | ------------------- | ---- |
| Carmen Brussig | Moins de 48 kg J2 |                     |                     |                     |                     |                     |                     |      |

### Natation
| Athlète    | Épreuve                | Séries        | Séries | Finale        | Finale                         |
| Athlète    | Épreuve                | Temps         | Rang   | Temps         | Rang                           |
| ---------- | ---------------------- | ------------- | ------ | ------------- | ------------------------------ |
| Leo McCrea | 100 mètres brasse SB5  | 1 min 32 s 44 | 1re    | 1 min 27 s 15 | Médaille d'or, Jeux olympiques |
| Leo McCrea | 200 mètres 4 nages SM6 |               | e      |               | e                              |

| Athlète      | Épreuve                  | Séries        | Séries | Finale        | Finale                             |
| Athlète      | Épreuve                  | Temps         | Rang   | Temps         | Rang                               |
| ------------ | ------------------------ | ------------- | ------ | ------------- | ---------------------------------- |
| Nora Meister | 50 mètres nage libre S6  | 35 s 71       | 4e     | 35 s 78       | 7e                                 |
| Nora Meister | 400 mètres nage libre S6 |               | e      | 5 min 16 s 53 | Médaille d'argent, Jeux olympiques |
| Nora Meister | 100 mètres dos S6        | 1 min 14 s 84 | 9e     | Éliminée      | Éliminée                           |

### Tennis en fauteuil roulant
| Athlètes    | Épreuves      | 1er tour            | 2e tour             | Quarts de finale    | Demi-finales        | Finale Match pour la 3e place | Finale Match pour la 3e place |            |
| Athlètes    | Épreuves      | Adversaire Résultat | Adversaire Résultat | Adversaire Résultat | Adversaire Résultat | Adversaire Résultat           | Adversaire Résultat           | Classement |
| ----------- | ------------- | ------------------- | ------------------- | ------------------- | ------------------- | ----------------------------- | ----------------------------- | ---------- |
| Nalani Buob | Simple femmes | van Koot (NED)      |                     |                     |                     |                               |                               |            |

### Tir
| Athlète        | Discipline                                     | Qualification | Qualification | Finale | Finale |
| Athlète        | Discipline                                     | Score         | Rang          | Score  | Rang   |
| -------------- | ---------------------------------------------- | ------------- | ------------- | ------ | ------ |
| Nicole Häusler | Carabine à 10 m air comprimé debout - SH2 Open |               |               |        |        |
| Nicole Häusler | Carabine à 10 m air comprimé couché - SH2 Open |               |               |        |        |
| Nicole Häusler | Carabine à 50 m couché - SH2 Open              |               |               |        |        |